# زكي ناصيف
زكي ناصيف (4 يوليو 1916 - 10 مارس 2004)، مغني وملحن لبناني. هو يعتبر واحدًا من الرعيل الأول من الملحنين اللبنانيين الذين واكبوا نهوض إذاعة لبنان في أربعينات القرن العشرين، وما تزال أعماله مؤثرة في الموسيقى الشعبية اللبنانية. قدّم أكثر من 500 أغنية ولحن وغنّاها بصوته أو بأصوات عدد كبير من المطربين.

## سيرته الذاتية
ولد في بلدة مشغرة، أكبر مدينة في وادي البقاع الغربي في عام 1916. ومن صغره، شارك في الشعر والموسيقى الشعبية (مثل الزجل، «المعنى»، «العتابة»، الميجانا، أبو الزلف، الخ). ألف ما سمّي آنذاك «عصبة الخمسة» مع الاخوين رحباني، حليم الرومي والد ماجدة الرومي، وتوفيق الباشا، فيلمون وهبي، وهدفهم كان الخروج على الغناء الشائع إلى محاولة اكتشاف لون من الغناء المحلي الذي يستمد من الفولكلور جمله اللحنية، في اعتبار أن الفولكلور خامات فنية قابلة للصقل والتطوير. ساهموا بإمداد إذاعة الشرق وإذاعة لبنان بالمواد الموسيقية والغنائية في الخمسينات. وفي العام 1957 دشنت العصبة انطلاق «الليالي اللبنانية» الأولى في «مهرجانات بعلبك الدولية»، بعمل فولكلوري في عنوان «عرس في القرية». وفي تلك الليالي البعلبكية الأولى انطلقت الأغنية التي لحنتها وغناها الكورس: «طلّوا حبابنا طلّوا/ نسِّم يا هوا بلادي»، وكذلك أغنية «يا لا لا لا عيني يا لا لا لا»، اللتان غنّاهما لاحقاً وديع الصافي. ودرس زكي ناصيف الموسيقى في الجامعة الأميركية في بيروت، وانضم إلى فريق إذاعة الشرق في فترة الانتداب الفرنسي، وساهم في إطلاق مهرجانات بعلبك الدولية. وفي حياته المديدة ألّف موسيقى أغنيات لفيروز وصباح ووديع الصافي وماجدة الرومي وغيرهم، كما أدى شخصياً عدداً من ألحانه، ودرّس في الكونسيرفاتوار الوطني اللبناني. وما زالت أغانيه تعرض على محطات التلفزة اللبنانية مصاحبة بمشاهد من قرى وطبيعة لبنان (مثل «بلدي حبيبي»، «يا ضيعتي» الخ). في عيد ميلاده الـ85 أجرى مقابلة واسعة مع وسائل إعلام لبنانية مختلفة.

## أسلوبه
لا ينتمي ناصيف إلى مدرسة الرحبانية الموسيقية التي مزجت الموسيقى الغربية والكلاسيكية بالطابع الشعبي اللبنانية والنمط التقليدي القديم. بدلاً من ذلك، أبقي على المواد القديمة ولكن بروح جديدة متزاوجة مع تقاليد الضيعة اللبنانية.

## أعماله
ومن أهم ما يشد اللبنانيين من مؤلفاته أغنية «راجع راجع يتعمر» والتي غناها خلال الحرب الأهلية والتي اعتبرت نشيد يدل على صمود البلد في وجه الدمار. وما أثار استغراب العديد الأشخاص الذين يعتقدون أن زكي ناصيف لا يمكن أن ينتج مواد جديدة لكبر سنه، أنه في عام 1994 قام بتأليف ألبوم كامل لفيروز سماه «فيروز تغني زكي ناصيف»، من إنتاج صوت المشرق. يحتوي القرص المدمج على مواد ممتازة تعرض قدرات زكي ناصيف على الإنتاج والتمايز والتعبير. ولزكي ناصيف العديد من المطربين الجدد الذين رعاهم وقدم لهم المواد الغنائية التي تناسب قدراتهم الصوتية.
- يا عاشقة الورد (كلمات)

## وفاته
توفي في بيروت في 10 مارس 2004 على إثر نوبة قلبية عن عمر يناهز 87 عاماً.